# Getabergen
Getabergen är kullar i Åland (Finland). De ligger i Geta kommun i den nordvästra delen av landskapet, 30 km norr om huvudstaden Mariehamn. Getabergen ligger på ön Fasta Åland.
Getabergen sträcker sig 8,6 km i sydvästlig-nordostlig riktning. Den högsta punkten är 99 meter över havet. 
Den välkända Grottstigen löper på Getabergen. Vandringsleden, som är ca 5 km lång, går bl.a. förbi vackra hällar, ståtliga klippor, stenformationer och flera fält övertäckta av stenrösen. 
Topografiskt ingår följande toppar i Getabergen:
- Fågelberget
- Husklint
- Kasberget
- Signildskrubba

I omgivningarna runt Getabergen växer i huvudsak barrskog. Runt Getabergen är det mycket glesbefolkat, med 6 invånare per kvadratkilometer.

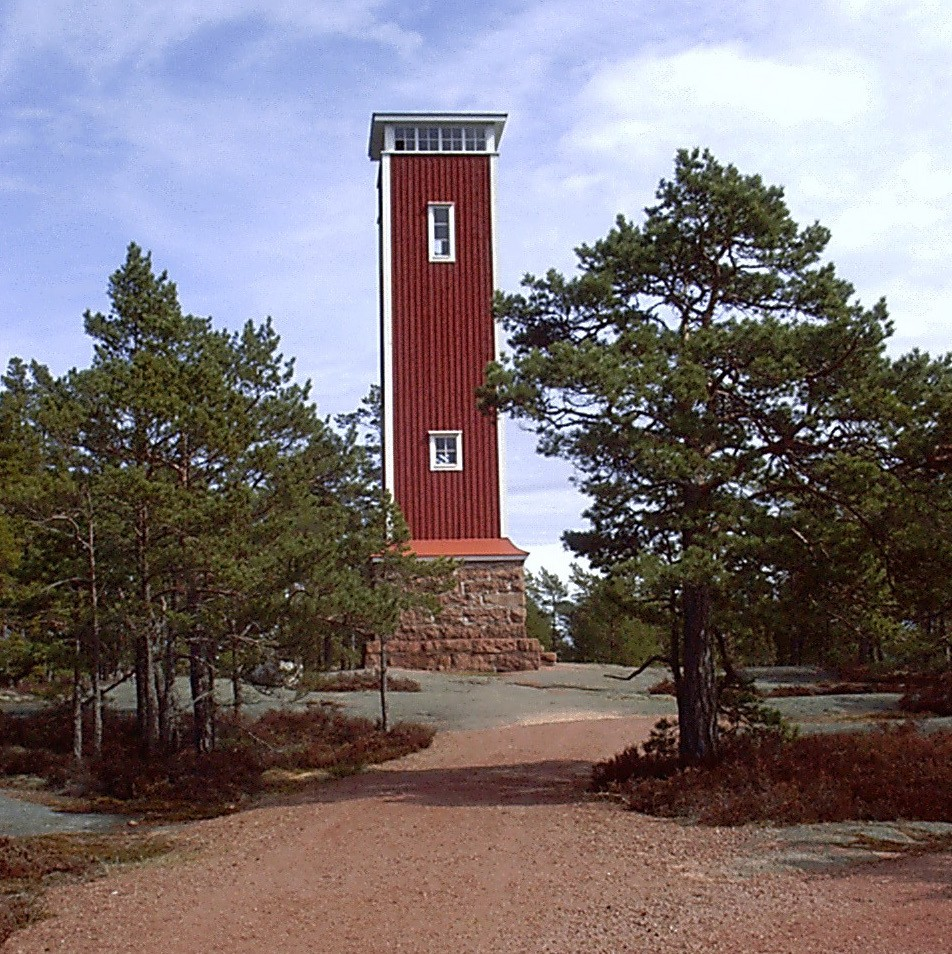
Utkikstornet.